# Camponotus sponsorum
Camponotus sponsorum é uma espécie de inseto do gênero Camponotus, pertencente à família Formicidae.